# Fritestan
Fritestan (Frithestan, Frithustan; żył na przełomie IX i X wieku) – anglosaski benedyktyn, biskup Winchesteru, święty kościoła katolickiego i anglikańskiego.
Fritestan był benedyktynem, uczniem świętych Grimbalda i Plegmunda. Zapis w Kronice anglosaskiej informuje, że został wyświęcony na biskupa Winchesteru przez Plegmunda, arcybiskupa Canterbury w 909 roku i pełnił tę funkcję aż do 931 roku. Zrezygnował na rzecz biskupa Byrnstana i odszedł na emeryturę między 23 marca a 29 maja tego właśnie roku. Po śmierci w 933 został uznany za świętego. Jego relikwie złożono przy relikwiach św. Cuthberta w katedrze w Durham i prawdopodobnie znajdują się tam do dziś.
Dniem jego wspomnienia liturgicznego jest 10 września.